# Pod (aeronautica)

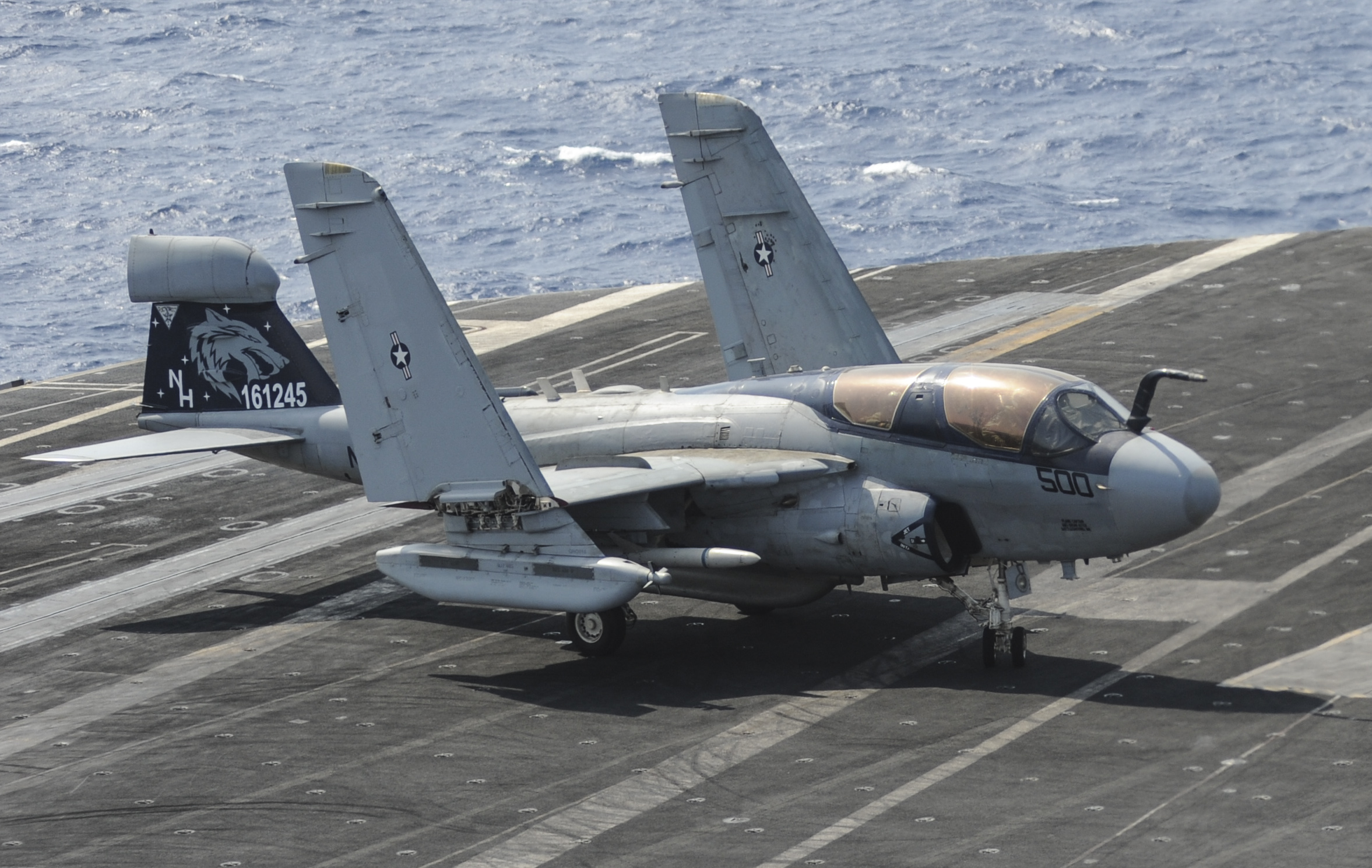
Un EA-6B Prowler con i pod ECM agganciati sotto le ali.

Un pod (dall'inglese "baccello", "guscio") in aviazione è un contenitore aerodinamico smontabile usato per stivare materiali all'esterno di alcuni modelli di aerei, soprattutto militari, per aumentarne la flessibilità e dotarli di potenzialità aggiuntive. 
Già durante la seconda guerra mondiale sul più noto caccia tedesco, il Messerschmitt Bf 109, per ovviare alle limitazioni dell'armamento base, si aggiunsero kit di modifica da potersi montare direttamente sul campo (Rüstsätze) a seconda dell'utilizzo, e installati spesso in gondole sub-alari.
Esempi tipici sono i pod ECM, i pod da ricognizione, i pod per il rifornimento di carburante in volo.

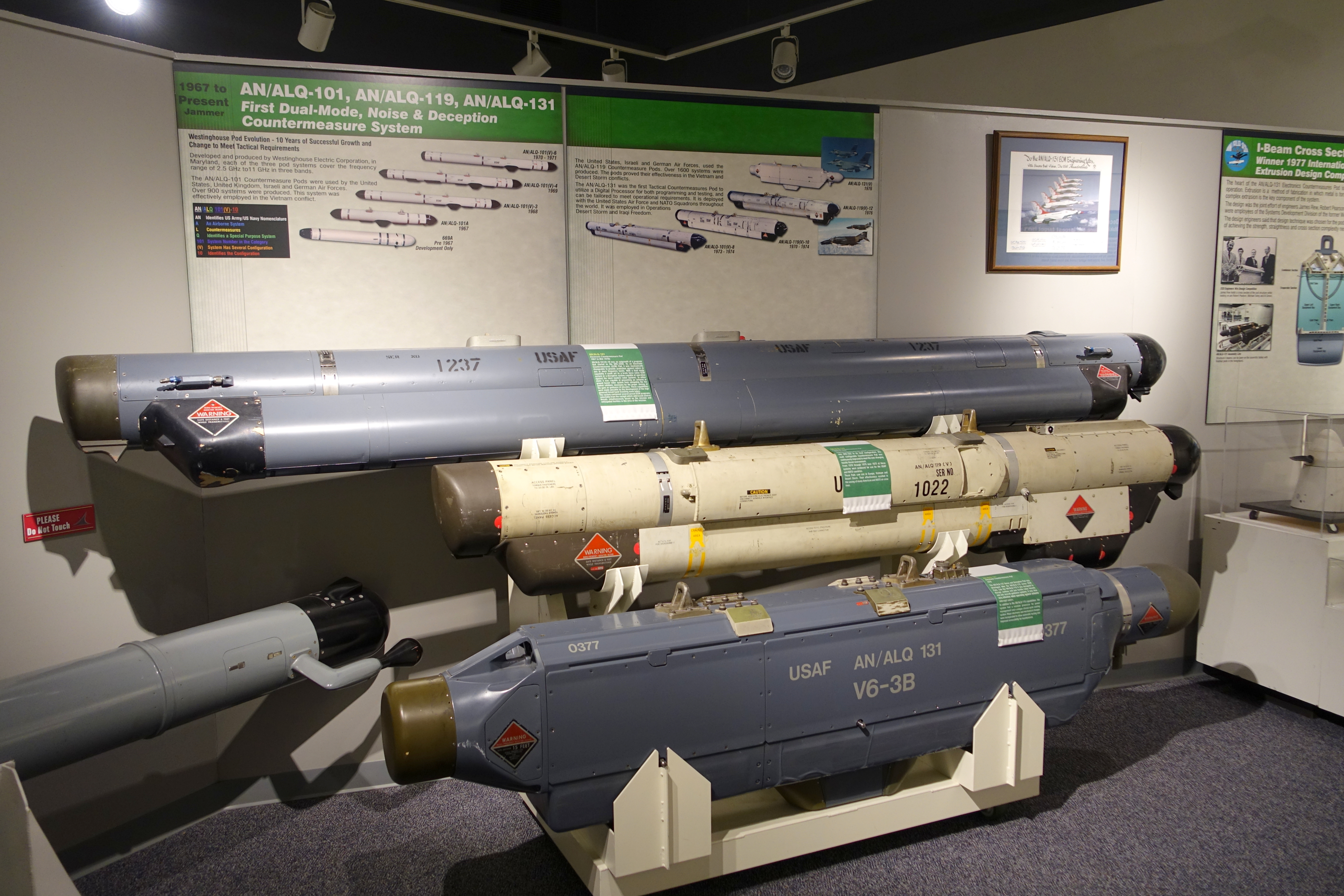
I pod per la guerra elettronica AN/ALQ-101, AN/ALQ-119 e AN/ALQ-131.

Un impiego molto diffuso dei pod consiste nell'utilizzo come contenitori per razzi, oppure come impianto aggiuntivo di cannoni e mitragliatrici. Ciò facilita anche i ricambi perché per ricaricare rapidamente le armi, è sufficiente sostituire il pod con un altro già carico, e ciò costituisce un enorme vantaggio.

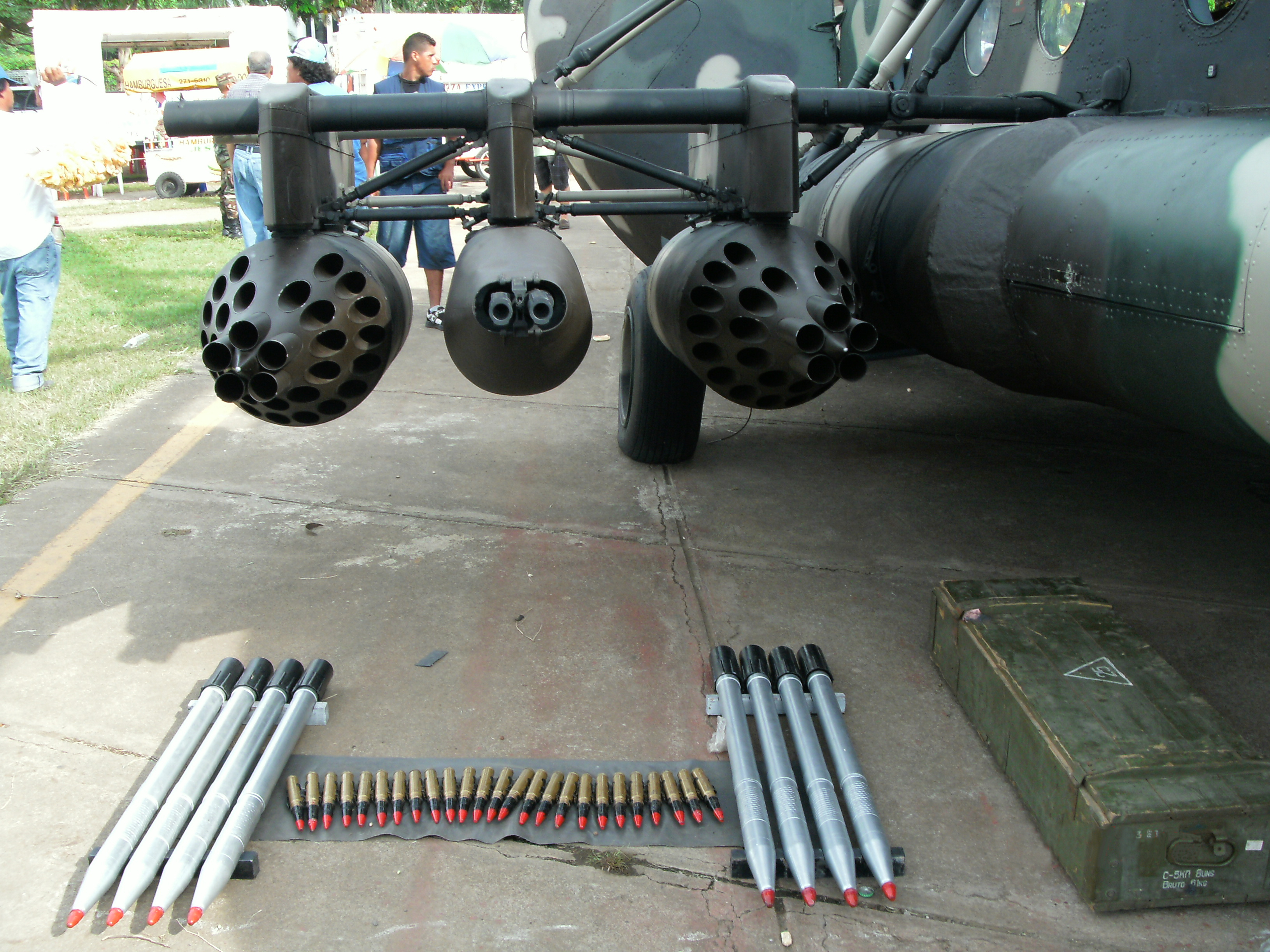
Pod lanciarazzi di un elicottero Mil Mi-17.

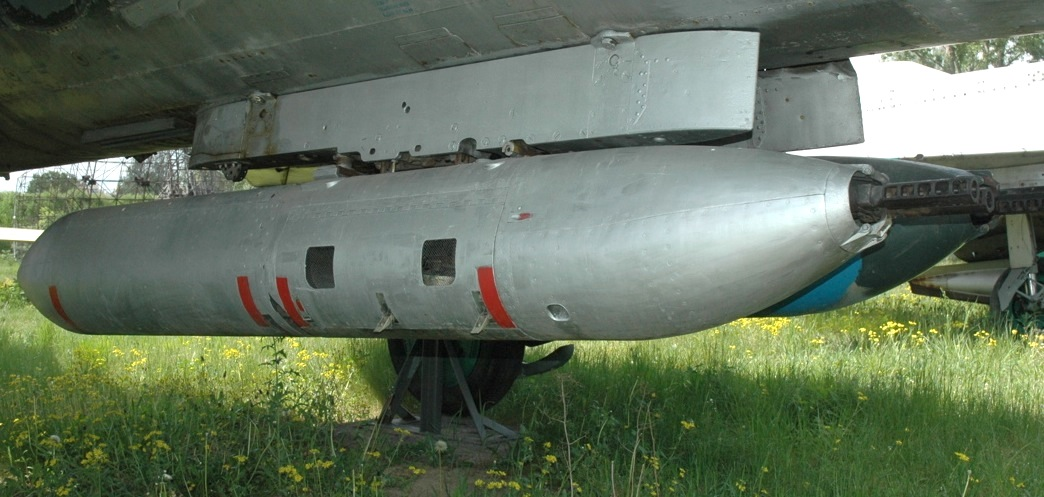
Un pod con cannone GSh-23 montato sotto la fusoliera di un cacciabombardiere Sukhoi Su-7.

Un'altra funzionalità del pod consiste nel trasporto di dispositivi optoelettronici, oppure radar, che consentono di cercare, acquisire e agganciare un bersaglio con più facilità e precisione. Il vantaggio del pod è offerto dalla risoluzione del problema del montaggio dei dispositivi elettronici che possono essere ingombranti, e difficilmente trovano spazio nella struttura dell'aeroplano.

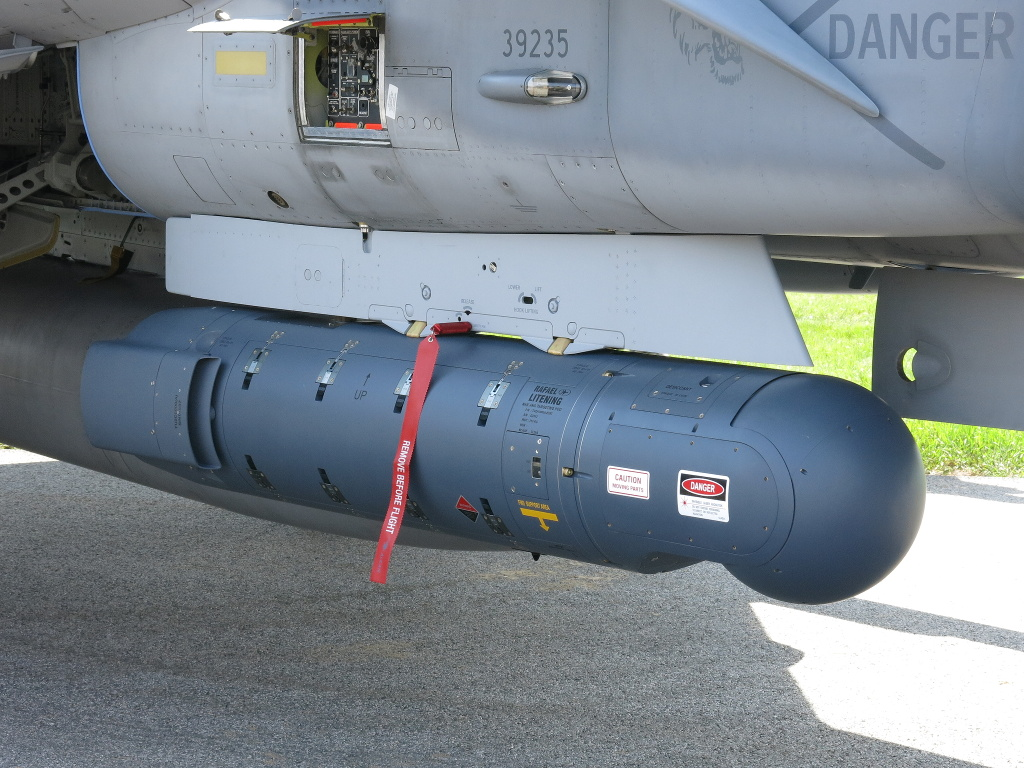
Un pod per l'acquisizione dei bersagli Litening.

I pod per il rifornimento in volo sono invece particolari pod dotati dell'attrezzatura idonea che possono essere agganciati alle ali del velivolo trasformandolo in un'aerocisterna. Ciò può avvenire quando si vuole convertire un aeroplano utilizzato per altri scopi in un'aerocisterna (soluzione che in passato era molto frequente), oppure per aumentare le capacità di un aeroplano già adibito al rifornimento in volo. In tal caso possono essere aumentati i punti di aggancio, per rifornire più aerei contemporaneamente, oppure aggiungere altri tipi di sonde (come la sonda flessibile con tubo e cestello).

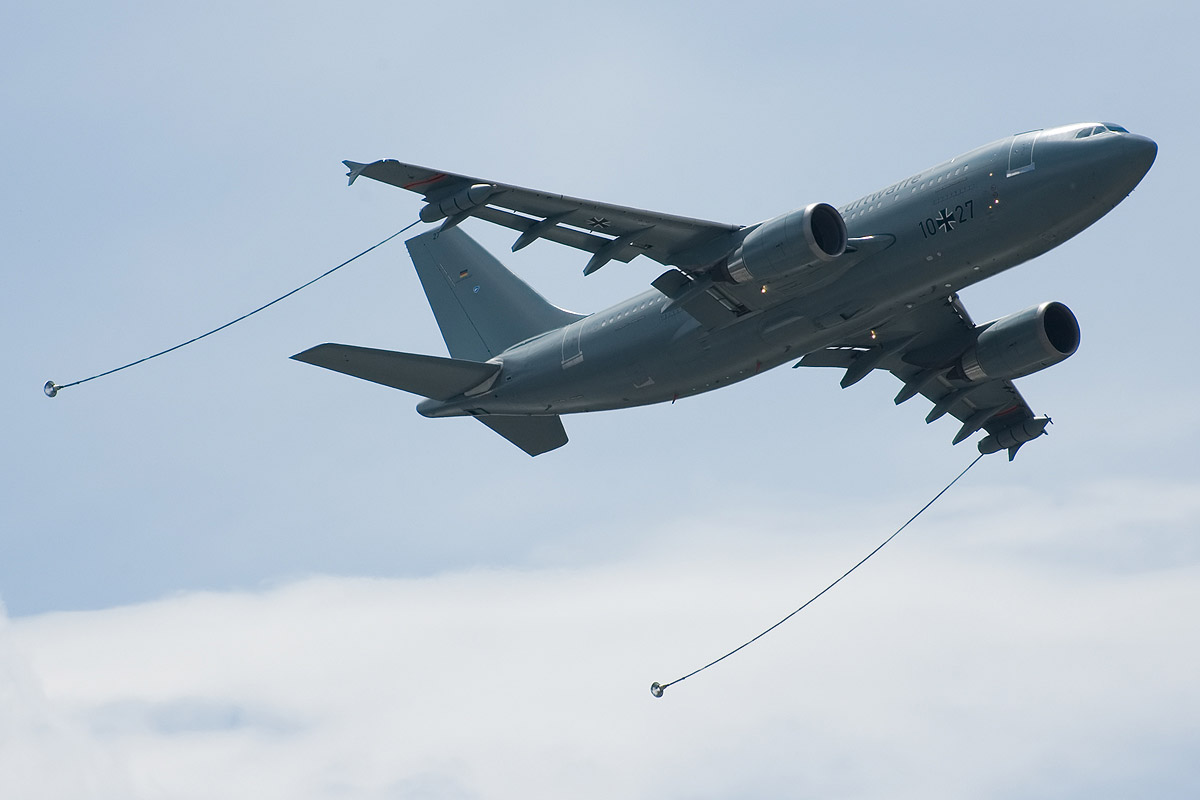
Un Airbus A310 MRTT con due pod per il rifornimento in volo montati all'estremità delle ali.